# Nicolas Guibal
Nicolas Guibal (Lunéville, 29 novembre 1725 – Stoccarda, 3 novembre 1784) è stato un pittore francese attivo nel XVIII secolo alla corte dei duchi di Württemberg.

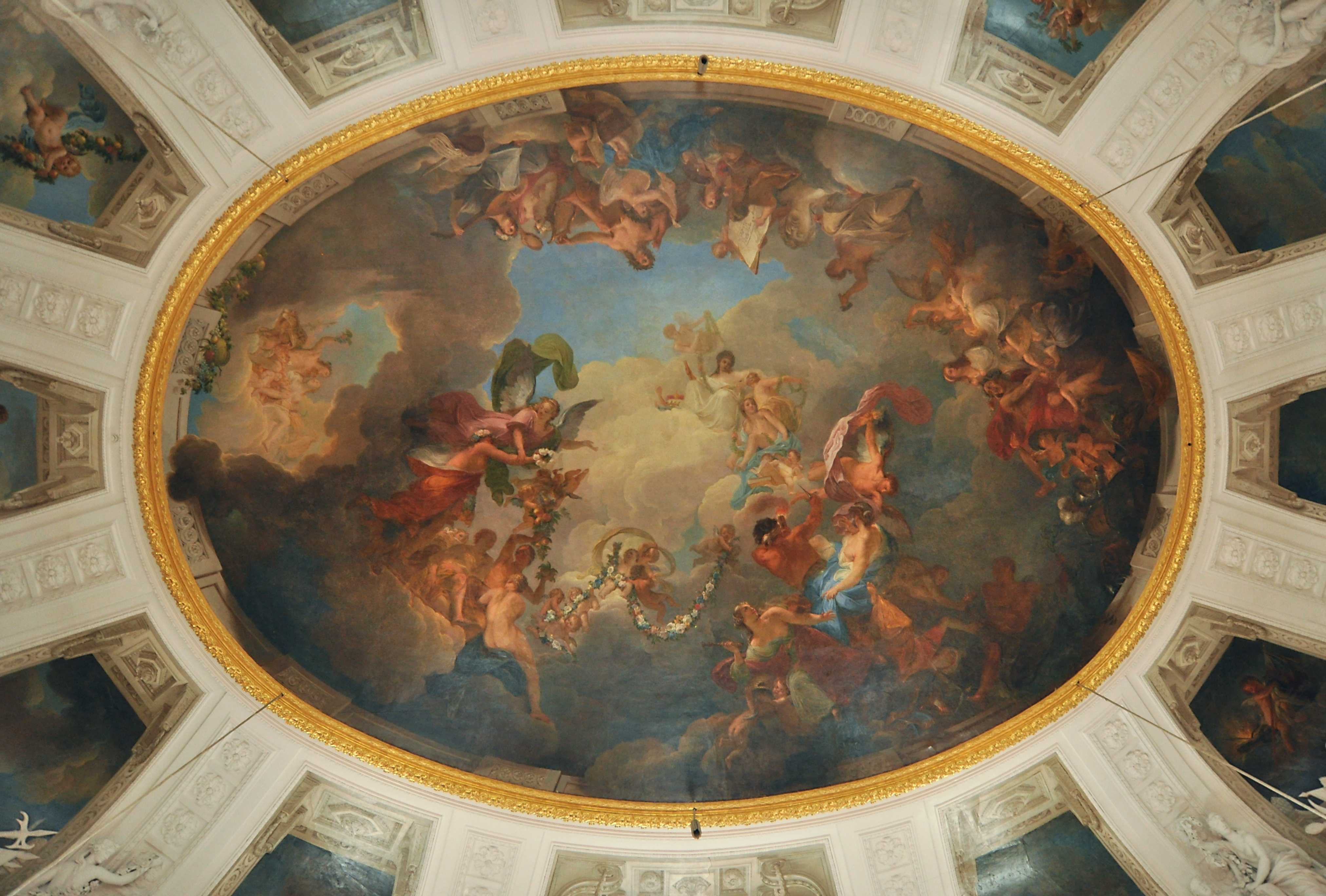
Castello Solitudo

Le sue opere principali si trovano nei castelli Solitude, Monrepos e nel Hohe Karlsschule.
Operò anche nella ritrattistica e nell'arte sacra. Fu amico dello scultore Johann Heinrich Dannecker.